# Adolf Doerner
Adolf Doerner (* 26. Juli 1892 in Ilbesheim, Rheinland-Pfalz; † 13. November 1964 ebenda) war ein deutscher Maler.

## Leben und Werk
Adolf Doerner wurde als Sohn eines Winzers aus dem Weinort Ilbesheim geboren. Er wurde bei Walther Klemm in Weimar und Albert Haueisen an der Staatlichen Akademie der Bildenden Künste Karlsruhe ausgebildet und von Max Slevogt gefördert. Wirtschaftlich war sein Leben durch Armut gekennzeichnet. 1931 trat er in die NSDAP ein und wurde 1940 Ortsgruppenleiter in Mörzheim. Wegen Verbrechen gegen die Menschlichkeit wurde er 1948 zu vier Monaten Haft verurteilt. Erblindet und an schwerer Depression erkrankt, starb er durch Suizid. Sein Werk geriet weitgehend in Vergessenheit und wurde erst 2003 durch die Ausstellung „Der Maler Adolf Doerner in seiner Zeit“ wieder gewürdigt.
Das Werk umfasst Zeichnungen, Wandgemälde, Aquarelle und kontrastreiche Ölgemälde. Neben Porträts und Figuren steht die Darstellung der Pfälzer Landschaft inhaltlich im Vordergrund. Stilistisch kann Doerner dem abstrakten Expressionismus zugeordnet werden. Seine Werke befinden sich zumeist in Privatbesitz.